# Katretter
Mit der App Katretter (Eigenschreibweise KATRETTER), einem Ersthelfer-Alarmierungssystem, können in mehreren Leitstellengebieten in Deutschland freiwillige Ersthelfer zu einem Herz-Kreislauf-Stillstand oder einer bewusstlosen Person in der Nähe gelotst werden. Geht bei einer Rettungsleitstelle oder Rettungsorganisation ein Notruf über einen Kreislaufstillstand ein, alarmiert das System bis zu drei Personen, die sich in einem Radius von 500 Metern um die Einsatzstelle aufhalten (in Randlagen, d. h. weniger dicht besiedeltem Gebiet, wird in einem Umkreis von bis zu 1000 Metern gesucht). Im Ruhebetrieb übermittelt die App regelmäßig den ungefähren Standort des Nutzers (künstlich um bis zu 500 Meter verfälscht). Wird ein Einsatz erforderlich, wird das Endgerät feingeortet und der exakte Standort ermittelt.
In Berlin wird ca. 20 Mal pro Tag ein Herz-Kreislauf-Stillstand gemeldet, bei dem durch das frühzeitige Eingreifen von Ersthelfern Leben gerettet werden können. Ziel ist es, im Bundesland Berlin 40.000 Teilnehmer über das System zu erreichen. Das entspricht ca. einem Prozent der Bevölkerung. Die Teilnehmer müssen volljährig sein und sich zutrauen, Wiederbelebungsmaßnahmen, insbesondere eine Herzdruckmassage durchzuführen. Sie sind über die gesetzliche Unfallversicherung gegen eigene Schäden versichert.
In Zukunft ist auch die Alarmierung von Mithelfern zu Einsätzen im Katastrophenfall (z.b. dem Füllen von Sandsäcken bei Hochwasser) über das KATRETTER System geplant.
Das System basiert auf der für das Katastrophenwarnsystem Katwarn entwickelten Technologie. Katretter beruht auf einer Kooperation der Berliner Feuerwehr, dem Fraunhofer-Institut für Offene Kommunikationssysteme (FOKUS) und der Combirisk Risk-Management GmbH, einem Gemeinschaftsunternehmen der SV Sparkassen-Versicherung Gebäudeversicherung Baden-Württemberg AG und der Bayerischen Landesbrandversicherung AG.
Die Leitstelle Lausitz hat das System im Frühjahr 2020 aktiviert, weitere Leitstellen bundesweit sind dem Beispiel gefolgt. In Berlin wurde Katretter im Herbst 2020 aktiviert. Die Leitstelle der Feuerwehr Brandenburg an der Havel nimmt seit Frühjahr 2021 teil. Über die Leitstelle Nordost in Eberswalde werden die Landkreise Uckermark, Barnim und Oberhavel koordiniert.